# Tassonyi Balázs
Tassonyi Balázs (Budapest, 1996. szeptember 29. –) magyar színész, énekes.

## Életpályája
Apja Tassonyi Zsolt klarinétművész, anyja Zalay Lídia opera-, operetténekes, testvére Tassonyi Zsolt karmester. Anyai nagyanyja Simonek Lídia világbajnoki ezüstérmes válogatott kézilabdázó.
Gyermekszereplője volt a Budapesti Operettszínháznak, a Magyar Állami Operaháznak, valamint a Vígszínháznak. 
2016-ban a Karinthy Frigyes Két Tanítási Nyelvű Gimnáziumban érettségizett, majd Színész bizonyítványt szerzett 2019-ben a Budapesti Operettszínház - Pesti Broadway Stúdiójában.
Jelenleg a Színház- és Filmművészeti Egyetem színművész szakos hallgatója zenés-színész szakirányon.
Rendszeres házigazdája rendezvényeknek, szinkronizál.

## Színházi szerepek
| Darab                          | Szerep                     | Színház                                              | Rendező                      |
| ------------------------------ | -------------------------- | ---------------------------------------------------- | ---------------------------- |
| Rozsda Lovag és a kísértet     | Kísértet                   | Budapesti Operettszínház                             | Bozsik Yvette                |
| Kálmán Imre: A Cirkuszhercegnő | Slukk Tóni, világfi        | Budapesti Operettszínház                             | Homonnay Zsolt               |
| Pintér Béla: Parasztopera      | Állomásfőnök               | Színház- és Filmművészeti Egyetem                    | Csáki Benedek                |
| Monte Cristo grófja            | Ifj. Edmond Dantes         | Budapesti Operettszínház                             | Vincze Balázs                |
| Jekyll és Hyde                 | Simon Stride               | Budapesti Operettszínház                             | Vincze Balázs                |
| István, a király               | Hont                       | Budapesti Operettszínház                             | Székely Kriszta              |
| Carmen                         | José Rivera                | Budapesti Operettszínház                             | Homonnay Zsolt               |
| Hegedűs a háztetőn             | Percsik, diák              | Budapesti Operettszínház                             | Bozsik Yvette                |
| Titanic                        | Harold Bride/ Henry Etches | Szegedi Szabadtéri Játékok/ Veszprémi Petőfi Színház | Somogyi Szilárd              |
| Elfújta a szél                 | Charles Hamilton           | Budapesti Operetszínház                              | Somogyi Szilárd              |
| Egy csók és más semmi          | Sándor                     | Veszprémi Petőfi Színház                             | Lendvai Zoltán               |
| A koppányi aga testamentuma    | Pottyondi                  | Ivancsics Ilona és színtársai                        | Somogyi Szilárd              |
| Pom Pom                        | Pom Pom                    | Rátonyi Róbert Színház                               | Kökényessy Ági               |
| Hamupipőke                     | Herceg                     | Játékszín                                            | Zsadon Andrea Szolnoki Tibor |
| Elvarázsolt Kastély            | Talamér                    | Inversedance                                         | Fodor Zoltán                 |

## Egyéb
- 2010 Savaria Szimfonikus Zenekar - Tosca - Pásztorfiú (Vez. Medveczky Ádám)
- 2016/17 Exklúzív Szilveszteri Gálaműsor a Budapesti Operettszínhzában
- 2017 Toldy Mária születésnapi koncert az Orfeumban
- 2018 Toldy Mária 80. Születésnapi Gálakoncert az Erkel Színházban
- 2018 Október 23 Díszünnepség a Terror Háza Múzeum előtt (r. Dicső Dániel)
- 2018 Nemzeti Filharmónikusok - Milhaud: Ani maamin - kantáta a Dohány utcai zsinagógában (Bartók Rádió) (Vez. Hamar Zsolt)
- 2020 III. Rátonyi Róbert Operettfesztivál – Veszprémi Petőfi Színház

## Felvételek
- https://www.youtube.com/watch?v=TpnjdxRDINk